# Brissund
Brissund är ett område och ett fiskeläge i Gotlands kommun i Gotlands län, beläget i norra delen av Väskinde socken cirka en mil norr om centralorten Visby.
I Brissund finns en badplats med kommunal toalett och området har på senare år blivit alltmer exploaterat för byggnation av fritidshus. Stranden är sand och sandbunkrar medan badet i vattnet är sten och kalkhällar. Det är långgrunt och det finns en pallkant längst ut.
Fiskeläget Brissund som ligger söder om badplatsen är som det låter ett äldre fiskeläge med ett femtontal ursprungliga fiskebodar och några nybyggda fiskebodsliknande fritidshus. Alla bodarna är idag ombyggda i varierande grad och fiskeläget anses inte ha hög bevarandegrad utan är i praktiken ett fritidshusområde. 
Markägare är Brissunds Fiskareförening ek förening. Ordförande år 2016 är Ove Andreasson i Väskinde. Föreningen sägs ha som ändamål att bevara fiskeläget som deras förfäder har skapat. Flertalet av bodarna står på arrenderad mark av Brissunds fiskares ättlingar och ägs till stor del av gotlänningar eller gotlänningars barn. De har bildat "Brissunds fiskeläges stugägareförening", och sköter sopor och gemensamhetsanläggning i fiskeläget. Ordförande i stugägarnas förening är Lars Ahnell i Stenkumla.